# 大伴部押人
大伴部 押人（おおともべ の おしひと、生没年不詳）は、奈良時代の人物。姓は直。位階は外少初位上。

## 記録
『続日本紀』によれば神護景雲3年（769年）11月、陸奥国牡鹿郡の俘囚である外少初位上勲七等の大伴部押人が以下のように言上した、とある。
「伝え聞くところによりますと、押人らの先祖はもと紀伊国名草郡片岡里の人ということです。昔、先祖の大伴部直が蝦夷を征った時に、小田郡嶋田村に到着して住み着きました。その後、子孫は蝦夷のために虜となり、代を経て俘囚となった、ときいています。幸いなことに聖朝（尊い朝廷）が天下を治められる巡り合わせとなり、神武（神のような武徳）が辺境を制圧しているのを頼みとして、かの虜庭（蝦夷の捕虜の状態）を抜けて、久しく化民（天皇の聖化に浴する民）と為りました。そこで、俘囚の名をのぞき、調庸の民（＝公民）にしていただけることを請願します」
称徳天皇はこれを許可した、という。同じような申請は、翌神護景雲4年（770年）4月にもあり、同じく陸奥国黒川郡・賀美郡など11郡の俘囚3920人が言上し、「元王民であったものが蝦夷の侵略により賤隷となったが、敵である蝦夷を殺して帰順し、子孫も増えているから、俘囚の名を除いて、調庸の貢納をお願いします」という請願をし、これを許可されている、という事例も見られる。
また、これと関連して、神護景雲3年3月、行方郡の人で外正六位下大伴部三田ら4人に「大伴行方連」が、苅田郡の人で外正六位上大伴部人足には「大伴苅田連」が、柴田郡の人で外従八位下大伴部福麻呂には「大伴柴田臣」賜氏姓されている。『日本後紀』にも延暦16年（797年）正月に、陸奥国白川郡の人、外□八位□大伴部足猪らに「大伴白河連」を、黒川郡の人、外少初位上大伴部真守および行方郡の人外少初位上大伴部兄人には「大伴行方連」が与えられた、とあり、延暦18年（799年）3月には、柴田郡の人、外少初位下大伴部人根らが「大伴柴田臣」に改氏姓された、とある。

## 考察
これらの陸奥国の大伴部については、膳大伴部との関連性が説明されてきている。『古事記』中巻には、
とあり、『高橋氏文』にも磐鹿六鴈が大伴部を与えられた、とある。膳臣に統率された膳大伴部を「大伴部」と呼ぶこともあり、東国の大伴部の移住も考えられている。
また、甲斐国一宮浅間神社に伝わる『古屋家家譜』には、武日命の弟の乎多氐命が日本武尊の東征に従って陸奥国小田郡島田邑に至ったという記述が存在している。
加えて、岩手県陸前高田市には「武日長者（＝武日命）」の伝説がある。